# Hewson
La Hewson Consultants meglio nota come Hewson era un'azienda britannica di sviluppo e pubblicazione di videogiochi per home computer. Fu fondata nel 1980 da Andrew Hewson e finì la sua storia nel 1991, anno nel quale Hewson e gli altri soci fondarono la 21st Century Entertainment.
Fra i giochi di maggior successo si ricordano Uridium, Nebulus, Paradroid e Cybernoid.
L'azienda possedette anche le etichette Rack-It, dedicata alle edizioni a basso costo di giochi propri o altrui, e Rebound, dedicata alle riedizioni a basso costo dei giochi della Gargoyle Games.

## Storia
L'azienda fu fondata da Andrew Hewson, che dopo aver lavorato con mainframe e minicomputer negli anni '70, fu un precoce acquirente del nuovo Sinclair ZX80. Iniziò a scrivere software e libri di programmazione, pubblicizzandoli sulle poche riviste di settore dell'epoca. Esordì con il libro Hints and Tips for the ZX80 (1980) e si fece una buona reputazione con i libri di ZX80 e poi ZX81 e ZX Spectrum..
Nella pubblicazione di videogiochi si fece notare verso il 1983, con i simulatori di volo Pilot e Nightflite sviluppati dal pilota Mike Male, poi autore anche di Heathrow International Air Traffic Control.
La fortuna della Hewson arrivò con i giochi d'azione realizzati nel 1983-1984 insieme a Steve Turner: 3D Space Wars, 3D Seiddab Attack e 3D Lunattack.

## Videogiochi pubblicati
Non tutti i titoli pubblicati vennero anche sviluppati dalla Hewson.
- 3D Lunattack
- 3D Seiddab Attack
- 3D Space-Wars
- 5th Gear
- Alleykat
- Astaroth: The Angel of Death
- Astro Clone
- Avalon: The 3D Adventure Movie
- Battle Valley
- Custodian
- Cybernoid
- Cybernoid II
- Deliverance: Stormlord II
- Dragontorc
- Eagles
- Eliminator
- Evening Star
- Exolon
- Fantasia Diamond
- Firelord
- Future Basketball
- Gunrunner
- Heathrow International Air Traffic Control
- Impossaball
- Insects in Space
- Iridis Alpha
- Knight Driver
- Marauder
- Maze Mania
- Nebulus
- Netherworld
- Nightflite
- Nightflite II
- Onslaught
- Paradroid
- Paradroid 90
- Pilot (simulatore di volo testuale per ZX81)
- Puckman (clone di Pac-Man per ZX81 e Spectrum)
- Pyracurse
- Quazatron
- Quest Adventure
- Ranarama
- Slayer
- Southern Belle
- Space Intruders (clone di Space Invaders per ZX81)
- Steel
- Stormlord
- Supercup Football
- Technician Ted
- Uridium
- Zarathrusta
- Zynaps

### Raccolte
- 3.5 Ins Micro Disc Software - Heathrow International Air Traffic Control / Technician Ted (uno dei pochissimi software commerciali per Opus Discovery, un'espansione dello ZX Spectrum con lettore floppy da 3,5")
- 4th Dimension (per Amstrad CPC, C64, Spectrum; contenente diversi inediti)
- Avalon / Dragontorc (per Spectrum)
- Cecco Collection (per Amiga, Amstrad CPC, C64, Spectrum)
- Christmas Collection (per Amstrad CPC, C64, Spectrum)
- Firelord / Uridium (per Spectrum)
- Four Smash Hits from Hewson (contiene Uridium Plus, versione uscita solo in raccolte)
- Heathrow Air Traffic Control / Southern Belle (per Amstrad PCW; non pubblicati singolarmente per PCW)
- Premier Collection (serie di raccolte per Amiga e Atari ST)
- Premier Collection II
- Premier Collection III
- Uridium / Paradroid (per C64; sono Uridium Plus e Paradroid: Competition Edition, versioni uscite solo in raccolta)

## Rack-it
Rack-it era l'etichetta sotto cui Hewson pubblicava o ripubblicava i titoli a basso costo (le cosiddette edizioni "budget"), originali o già editi dalla Hewson o da altre aziende. Di seguito i titoli che, almeno per alcune delle piattaforme, furono editi originariamente da Rack-it:
- 5th Gear
- Anarchy
- Battle Valley
- Draughts Genius
- Golf Master
- Gribbly's Day Out
- Herobotix
- Into Africa
- Ocean Conqueror
- Orion
- Scorpion
- Slayer
- Steel
- Subterranea
- Sunburst
- Thunder Force
- Tunnel Vision
- Zamzara

I seguenti invece sono titoli prodotti da aziende diverse dalla Hewson e solo ripubblicati da Rack-it:
- Hydrofool
- Lightforce
- Sanxion
- Shockway Rider